# Ranoidea lesueurii
Ranoidea lesueurii is een kikker uit de familie Pelodryadidae. De soort werd voor het eerst wetenschappelijk beschreven door Duméril en Bibron in 1841. De kikker werd lange tijd tot de familie boomkikkers (Hylidae) en het geslacht Litoria gerekend. In de literatuur wordt daarom vaak de verouderde situatie vermeld.
Ranoidea lesueurii is endemisch in Australië, waar ze voorkomt in het zuidoosten aan de oostkust van de staat New South Wales en het oosten van Victoria.
Het is een vrij grote boomkikker. De wijfjes meten ongeveer 7 cm lang, de mannetjes 4,5 cm van snuit tot anus. De rugzijde is donkerbruin tot lichtbruin en wordt geel bij de mannetjes tijdens het paarseizoen. De buik is lichter tot wit van kleur.
De soortaanduiding lesueurii is en eerbetoon aan de Franse natuuronderzoeker Charles Alexandre Lesueur (1778–1846), die een van de twee specimens verzamelde die Duméril en Bibron beschreven. Ze werden gevonden in Port Jackson.